# Carissa Etienne
Carissa Faustina Etienne (Curaçao, 2 novembre 1952 – Silver Spring, 1er décembre 2023) est une experte dominiquaise en santé publique. Elle a occupé le poste de Directrice de l’Organisation panaméricaine de la santé (OPS, en anglais Pan American Health Organization, PAHO) et de Directrice régionale pour les Amériques de l’Organisation mondiale de la santé (OMS) (2018–2023).

## Jeunesse et études
Élevée à la Dominique, Carissa Etienne obtient un diplôme de médecine et chirurgie (MBBS ou BM BS) de l’Université des Indes occidentales en Jamaïque. Elle est également titulaire d’une maîtrise en santé communautaire de la London School of Hygiene & Tropical Medicine au Royaume-Uni.

## Carrière
Carissa Etienne commence sa carrière en tant que médecin au Princess Margaret Hospital en Dominique. Elle est ensuite Directrice des services de soins de santé primaires, coordinatrice des catastrophes, épidémiologiste nationale au sein du ministère de la Santé, coordinatrice du Programme national de lutte contre le sida, présidente du Comité national de lutte contre le sida et exerce deux mandats distincts en tant que médecin-chef.  
De 2003 à 2008, Carissa Etienne est Directrice adjointe de l’Organisation panaméricaine de la santé. Elle occupe également le poste de Directrice générale adjointe des systèmes et services de santé à l’Organisation mondiale de la santé de 2008 à 2012. 
Elle est élue directrice de l’OPS en septembre 2012 et prend ses fonctions en février 2013 pour un mandat de cinq ans ; elle succède ainsi à Mirta Roses Periago. Par ailleurs, Carissa Etienne a été aussi vice-présidente honoraire de l’American Public Health Association.  
Le 27 septembre 2017, Etienne est réélue pour un second mandat de cinq ans en tant que directrice de l’OPS par les États membres de l’organisation.
Le Dr Etienne est reconnue pour avoir dirigé les activités de l’OPS, dans la lutte contre la pandémie de COVID-19 dans les Amériques. Elle a également mené des campagnes de l’organisation contre les épidémies de choléra et de fièvre jaune en Haïti et au Brésil et dirigé les actions de l’OPS contre les épidémies de zika et de chikungunya dans les Amériques. Elle était une fervente défenseuse de la couverture sanitaire universelle.

## Décès
Carissa F. Etienne décède aux États-Unis le 1er décembre 2023, à l’âge de 71 ans.